# Elektronikus Közútiáruforgalom-ellenőrző Rendszer
Az EKÁER az Elektronikus Közúti Áruforgalom Ellenőrző Rendszer rövidítése. Bizonyos esetekben, domain nevekben, elektronikus formában ékezet nélkül, EKAER-ként hivatkoznak rá.

## Mit és mikor kell bejelenteni az EKÁER rendszer felé?

### Az első adóköteles termékértékesítést
A belföldi forgalomban nem végfelhasználó részére történő első adóköteles termékértékesítés alatt az olyan termékek értékesítése értendő, amelyeket az adózó a Közösség más tagállamából, harmadik országból történő beszerzést, vagy belföldi előállítást, létrehozást követően először értékesített fuvarozással egybekötötten belföldi rendeltetési helyre úgy, hogy az értékesítés adóköteles.
Első adóköteles értékesítésnek tekintendő a bérmunkával létrehozott termék belföldre, nem végfelhasználó felé történő értékesítése is. Tekintettel arra, hogy a feltételek között szerepel az is, hogy az értékesítés adóköteles legyen, nem kell EKÁER számot kérni a mezőgazdasági termelők olyan értékesítéséhez kapcsolódó fuvarozás esetén, amellyel összefüggésben a termelőt kompenzációs felár illeti meg.

### Export értékesítést
Magyarország területén található feladási címről az Európai Unió más tagállamában található átvételi címre történő közúti fuvarozás esetén értékesítés esetén a feladó, értékesítéstől eltérő egyéb cél esetén a terméket felrakodó jelenti be az állami adó- és vámhatósághoz az EKÁER elektronikus felületén legkésőbb a termék gépjárműre történő felrakodásának megkezdéséig. A rendszám adat nem szükséges az EKÁER szám megállapításhoz, azonban ezt az adatot is legkésőbb a termék gépjárműre történő felrakodásának megkezdéséig be kell jelentenie a feladónak, illetve a terméket felrakodónak.

### Saját áru
Amennyiben a saját áru mozgatása kizárólag belföldön történik, úgy az után nem áll fenn bejelentési kötelezettség.
Az Európai Unió más tagállamából Magyarország területére irányuló termékbeszerzés vagy egyéb célú behozatal, illetve Magyarország területéről az Európai Unió más tagállamába irányuló termékértékesítés vagy egyéb célú kivitel, továbbá belföldi forgalomban nem végfelhasználó részére történő első adóköteles termékértékesítés esetén fennáll a bejelentési kötelezettség.
Ha az adóalany belföldi telephelyei között fuvarozza/fuvaroztatja a saját termékét, nem kell EKAER számot igényelni. Azonban, ha az adóalany a terméket olyan telephelyei között fuvarozza/fuvaroztatja, amelyek közül az egyik az Európai Unió más tagállamában található, a bejelentési kötelezettség az egyéb célú behozatal, illetve egyéb célú kivitel okán fennáll.

## Kinek kell az EKÁER számot kérnie és mikor?

### Import
Az Európai Unió más tagállamában található feladási címről Magyarország területén található átvételi címre történő közúti fuvarozás esetén a meghatározott adatokat az EKÁER szám megállapítása érdekében termékbeszerzés esetén a címzett, termékbeszerzéstől eltérő egyéb cél esetén az átvevő jelenti be az állami adó- és vámhatósághoz legkésőbb a termék fuvarozásának megkezdéséig.

### Export
Magyarország területén található feladási címről az Európai Unió más tagállamában található átvételi címre történő közúti fuvarozás esetén értékesítés esetén a feladó, értékesítéstől eltérő egyéb cél esetén a terméket felrakodó jelenti be az állami adó- és vámhatósághoz az EKÁER elektronikus felületén legkésőbb a termék gépjárműre történő felrakodásának megkezdéséig.
A rendszám adat nem szükséges az EKÁER szám megállapításhoz, azonban ezt az adatot is legkésőbb a termék gépjárműre történő felrakodásának megkezdéséig be kell jelentenie a feladónak, illetve a terméket felrakodónak.

### Belföldi szállítás
Belföldi feladási címről belföldi átvételi címre történő közúti fuvarozással járó, első belföldi adóköteles (nem közvetlenül végfelhasználó részére történő) termékértékesítés esetén, a meghatározott adatokat az EKÁER szám megállapítása érdekében a feladó jelenti be az állami adó- és vámhatósághoz az EKÁER elektronikus felületén, legkésőbb a termék gépjárműre történő felrakodásának megkezdéséig.
A rendszám adat nem szükséges az EKÁER szám megállapításhoz, azonban ezt az adatot is legkésőbb a termék gépjárműre történő felrakodásának megkezdéséig be kell jelentenie a feladónak.

## EKÁER bejelentő rendszer
Az EKÁER bejelentési kötelezettség teljesítéséhez a NAV biztosít ugyan egy űrlapot, azonban akinek napi szinten több vagy rendszeres időközönként sok szállítmányt kell bejelentenie, annak időrabló és körülményes lehet az űrlapra való belépés és az adatok soronkénti megadása. A rendszer egy kitöltést automatizáló, folyamatos adattárolást biztosító, ellenőrzött és hivatalos NAV kapcsolatotra épülő bejelentő rendszert kínál.